# سونکایروی
سونْکایَرْوی (به فنلاندی: Sonkajärvi) یک منطقهٔ مسکونی در فنلاند است که در ساوونیای شمالی واقع شده‌است.

## خواهرخوانده
شهرهای دهستان وایکه-ماریا و اونییوف خواهرخوانده‌های سونکایروی هستند.